# HomeRF
HomeRF (HOME Radio Frequency) – bezprzewodowa technika konstruowania sieci komputerowych opracowana przez HomeRF Working Group z Portland w Oregon, która została założona w 1998 r. przez firmy Compaq, IBM, HP i inne.
Na początku 2003 r. grupa została rozwiązana z powodu braku zainteresowania konkurowaniem ze standardem Wi-Fi. Otwarty standard HomeRF korzystał z protokołu Shared Wireless Access Protocol (SWAP) do transmisji w nielicencjonowanym pasmie 2.4 GHz między urządzeniami przenośnymi i stajonarnymi, na odległość do ok. 50 m, z szybkością 1 lub  2 Mbps. Możliwe było adresowanie do 127 urządzeń. Będąc pochodną Digital European Cordless Telephone (DECT), HomeRF korzystał z techniki przeskakiwania częstotliwości (50 razy na sekundę). Każda 20-milisekundowa ramka zawierała jeden slot CSMA/CA na dane i sześć pełnodupleksowych slotów TDMA na głos.
HomeRF 2.0, pracujący z prędkością do 10 Mbps, jest standardem zapewniającym wysokowydajną łączność bezprzewodową dla domowych zastosowań multimedialnych i jedynym obsługującym wysokiej jakości przesyłanie głosu. Użytkownicy HomeRF 2.0 mogą przesyłać głos, dane oraz strumienie audio-wideo pomiędzy różnymi produktami HomeRF służącymi do pracy i zabawy – w tym komputery PC, terminale WEB, urządzenia PDA, telefony bezprzewodowe, głośniki bezprzewodowe oraz coraz większą liczbę urządzeń audio i telewizyjnych. Dla użytkowników domowych, użycie technologii HomeRF oznacz uwolnienie się od zakłóceń pochodzących z urządzeń takich jak kuchenki mikrofalowe, urządzenia Bluetooth, czy pobliskich sieci bezprzewodowych DSSS 2.4 GHz 802.11b. HomeRF jest jedyną bezprzewodową technologią sieciową zaprojektowaną całkowicie dla klienta indywidualnego, skoncentrowaną na takich aspektach jak łatwość instalacji i przystępną cenę. 
W ramach projektu Home Radio Frequency powstał SWAP – Shared Wireless Access Protocol. Opracowany na podstawie IEEE 802.11 i DECT miał jedno zadanie: ograniczyć cenę urządzeń przez stworzenie standardu prostszego od 802.11. Warstwa fizyczna jest jedna, oparta na FHSS. Jednocześnie, zgodnie z duchem konwergencji, protokół miał być dostosowany do przenoszenia zarówno danych, jak i głosu, co odróżniało go od 802.11. To drugie zostało osiągnięte przez zaczerpnięcie technologii ze standardu telefonii bezprzewodowej DECT. Z połączenia DECT i 802.11 powstaje hybryda CSMA/CA (dane) + TDMA (dźwięk) dobra dla małych domowych sieci. W ramach sieci możemy mieć cztery telefony i 127 urządzeń do transmisji danych. W podstawowej konfiguracji mamy punkt łączący z siecią PSTN, służący za coś w rodzaju stacji bazowej dla telefonów w obrębie sieci. W przypadku braku telefonów można zrezygnować z punktu centralnego. Prędkość efektywnie wynosząca 600 kbps nie wydaje się duża w stosunku do konkurencji 802.11b czy 802.11a, ale jak na warunki domowe jest odpowiednia; dużym atutem jest też cena. Proponowana następna wersja standardu, dzięki użyciu również kanałów o szerokości 3 i 5 MHz wraz z dotychczasowym o szerokości 1 MHz, ma zwiększyć prędkość do 10 Mbps. Na razie nie wiadomo, czy taka zmiana nastąpi. 802.11 DSSS używa całego pasma 2,4 GHz, traktując inne transmisje jako szum. Jednym z plusów modulacji szerokopasmowej z rozpraszaniem widma jest możliwość niwelowania zakłóceń wąskopasmowych. Poszerzony kanał transmisji HomeRF będzie widział 802.11 DSSS jako źródło szumu o pięciokrotnie wyższym natężeniu. HomeRF ma również przewagę nad 802.11 ze względu na mnogość implementacji. Swoje rozwiązania WLAN wykorzystujące HomeRF oferuje m.in. Proxim, a i inne firmy tworzące HomeRF są potentatami w swoich branżach. Największym konkurentem dla HomeRF jest obecnie Bluetooth, mający podobne parametry i cieszący się znacznie większą sławą w mediach. Wbrew wizji Bluetooth – PAN (Personal Area Network), HomeRF – WLAN, może się okazać, że HomeRF zostanie wyparte ze swojego miejsca. Co prawda Bluetooth de facto jest tylko zastąpieniem kabla, a HomeRF siecią WLAN z prawdziwego zdarzenia, ale przeciętny użytkownik pyta o efekty, a nie założenia ideowe.